# Chiesa di Santa Maria Assunta (Mottola)
La chiesa di Santa Maria Assunta (nota anche come Chiesa Madre), è la principale chiesa di Mottola. Fino al 27 giugno 1818 è stata cattedrale della diocesi di Mottola.

## Storia
L'edificio sorge nel pieno centro storico di Mottola. Le ipotesi storiche sulla costruzione sono varie: la più accreditata è quella degli storici Marco Lupo e Michele Lentini che affermano che già nel X secolo esisteva la cattedrale che venne poi distrutta, insieme al Palazzo Episcopale, nel 1102. Venne ricostruita, dopo la distruzione della città del 1102 - perpetrata dal cancelliere Muarcaldo - e completata nel 1198. Nel 1202 la chiesa fu completata di un pulpito. Negli ultimi decenni del XV secolo, si ritiene ad opera di Mons. Roberto Biscicelli (o Piscicelli), all'epoca amministratore apostolico della Diocesi di Mottola, la cattedrale subì lavori di ristrutturazione, di ampliamento e di abbellimento che portarono ad un nuovo orientamento liturgico, quello secondo l'asse longitudinale est-ovest.
I lavori furono ultimati nel 1507, come dimostra l'iscrizione dell'architrave della porta maggiore: (H.I.F.M.R.B. A.D. MCCCCCVII Hanc Ianvam Fecit Mvnificvs Robertvs Biscicellvs, (Questa porta fece il munifico Roberto Biscicelli nell'anno del Signore 1507). Gli storici locali non sono tuttavia concordi nell'affermare con certezza che Biscicelli sia stato il promotore di tali lavori. Durante il suo episcopato, Mons. Ildefonso Ortiz Cortes fece inserire nel campanile tre campane (dalle analisi è emerso che la torre campanaria è antecedente alla costruzione della cattedrale ed edificata in funzione strategico-difensiva), dedicate all'Immacolata, con l'incisione Ildephonsus Ortiz Cortes Ep.Us Motule A.D. 1777: una a Santa Maria (1787) e ad Sant'Antonio (1789).
Nel 1818 la volta in legno, ormai fatiscente, fu abbattuta e rimessa a tufo. Nello stesso anno, con la bolla pontificia De utiliori, venne dismessa dall'essere cattedrale della Diocesi di Mottola, in quanto la diocesi fu soppressa. Tra il 1880 e il 1901 si ha notizia di lavori di restauro al campanile monumentale, a spese del Comune di Mottola. Nel 1890 il campanile è diventato monumento nazionale. Nel 1932 viene abbattuto il palazzo Episcopale, che sorgeva di fronte alla chiesa. Nel 1943, come attestato dalla targa commemorativa, la cappella del SS. Sacramento fu interessata da alcuni lavori di restauro. Il 16 novembre 1945 venne inaugurato l'altare dedicato alla Madonna Madre della Misericordia (in polacco: Ostra Brama). Nel 1958 vennero avviati i lavori per l'edificazione della casa canonica. Il 5 luglio 1959 fu inaugurata, alla presenza delle autorità civili e militari, l'immagine della Vergine Odigitria, posta alle spalle della chiesa, insieme all'auditorium e alla nuova casa canonica. Nel 1965 vennero svolti i primi lavori di consolidamento dell'edificio. La chiesa rimase chiusa per otto mesi e riaperta al culto il 5 aprile 1966, con una cerimonia semplice e austera.
Nel 2015 iniziarono i lavori di restauro conservativo e di consolidamento strutturale dell'edificio. Durante questi lavori rividero la luce sia l'antico rosone che un affresco, di autore ignoto e raffigurante la Madonna del Rosario. Fu rifatto anche il presbiterio, dove vennero alla luce delle tombe a sedile sia i canonici che per i vescovi. I lavori furono completati nel dicembre 2017. Il nuovo altare fu consacrato il 3 dicembre 2017 dal vescovo di Castellaneta Claudio Maniago e al suo interno furono poste le reliquie di san Tommaso Becket. Nella stessa cerimonia furono consacrati anche la nuova sede ed il nuovo ambone.

## Descrizione

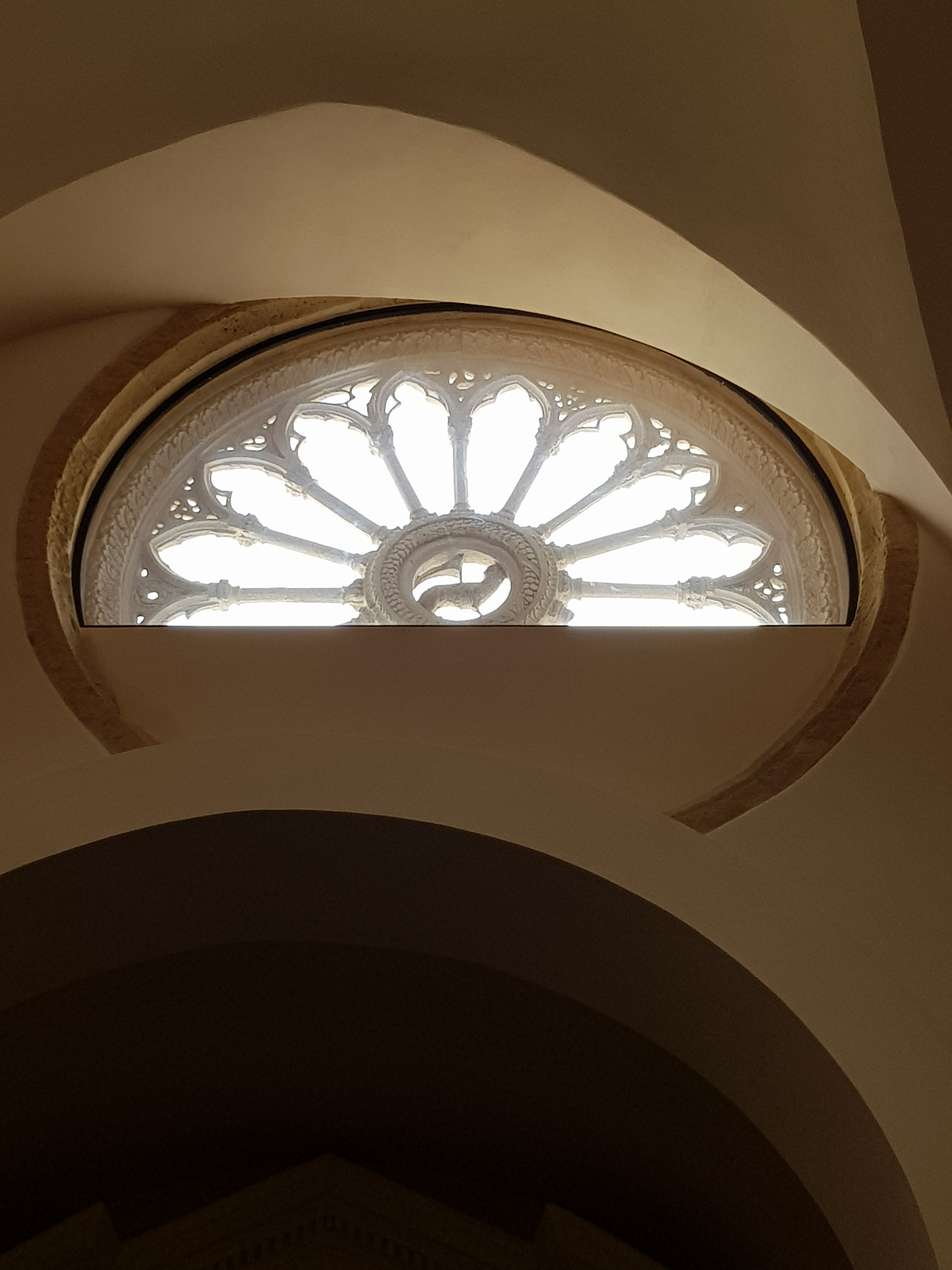
Antico rosone dopo gli ultimi lavori di restauro

L'interno è a tre navate, con sei colonne. Nella navata sinistra si trova il fonte battesimale - risalente al XII secolo e ricollocato al termine di un accurato lavoro di restauro il 30 marzo 2013 - sormontato dal quadro realizzato dal sacerdote Nicola Musco, intorno alla prima metà del XX secolo e raffigurante il Battesimo di Gesù e tre altari: il primo dedicato alla Madonna del Rosario, ove è collocato l'affresco rinvenuto nell'ultimo restauro e il quadro raffigurante la Vergine di Samuele Tatulli, realizzato nel 1824. Fino al 2015, nella nicchia interna era posta la statua di San Francesco da Paola, prelevata per il restauro. Il secondo altare è dedicato alla Madonna di Ostra Brama, venerata dai polacchi che la lasciarono nel 1945. Qui sono state ritrovate una serie di reliquie, avvolte in una pergamena datata 1884 e firmata da Mons. Gaetano Bacile, allora vescovo di Castellaneta. Nel terzo altare, dedicato a Gesù Bambino, sono presenti due nicchie: in una è presente la Madonna di Lourdes e nell'altra la Madonna della Divina Grazia. L'altare è sormontato da una tela raffigurante la Madonna col Bambino tra San Vito Martire e San Francesco da Paola.
In fondo alla navata si trova la cappella del Santissimo Sacramento, con un altare dominato da una pittura dell'Ultima Cena, ad opera del pittore napoletano Gennaro Maldarelli (quadro restaurato nel 2013). Il soffitto della cappella è decorato da dipinti di recente realizzazione: al centro vi è la Santissima Trinità, ai lati L'Agnello Pasquale e La Navicella della Chiesa. Sull'abside si trova un dipinto raffigurante l'Assunta con San Tommaso, realizzato nel 1706 dal pittore Nicola Malinconico. Sono presenti anche tre tele, affrescate su pietra e raffiguranti San Tommaso Becket, San Paolo e Santa Lucia (quest'ultima ritornata a Mottola il 28 novembre 2017, collocata in precedenza nella sala espositiva della Regione Puglia, a Roma). Qui è possibile osservare le tombe a sedile, rinvenute nei lavori di restauro e un antico tabernacolo risalente al 1489, scavato all'interno del muro, ove attualmente sono collocati gli Oli Santi. Lungo la navata sinistra sono posti altri quattro altari: a San Tommaso Becket, patrono principale della città, la cui statua (probabilmente ad opera dell'artista napoletano Giacomo Colombo) fu acquistata dal vescovo Mastrilli nel XVI secolo, a San Giuseppe, al Sacro Cuore di Gesù e a Sant'Antonio. Il simulacro di Sant'Antonio fu donato intorno al 1830 dalla curia vescovile alla nascente Confraternita di Sant'Antonio. Sotto la nicchia, contenente il santo di Padova è collocata la teca di Gesù Morto.
L'architettura esterna è di stile romanico. Sono presenti anche due leoni stilofori che sorreggono le due colonne situate ai lati della porta maggiore; il rosone della facciata è quello sul lato rivolto a nord e l'antico campanile è a torre quadra a quattro piani, con finestre bifore per ogni lato nella parte più alta. La chiesa ha uno sviluppo longitudinale, con una navata centrale e due navate laterali accessibili attraverso grandi archi a tutto sesto.

## Galleria d'immagini

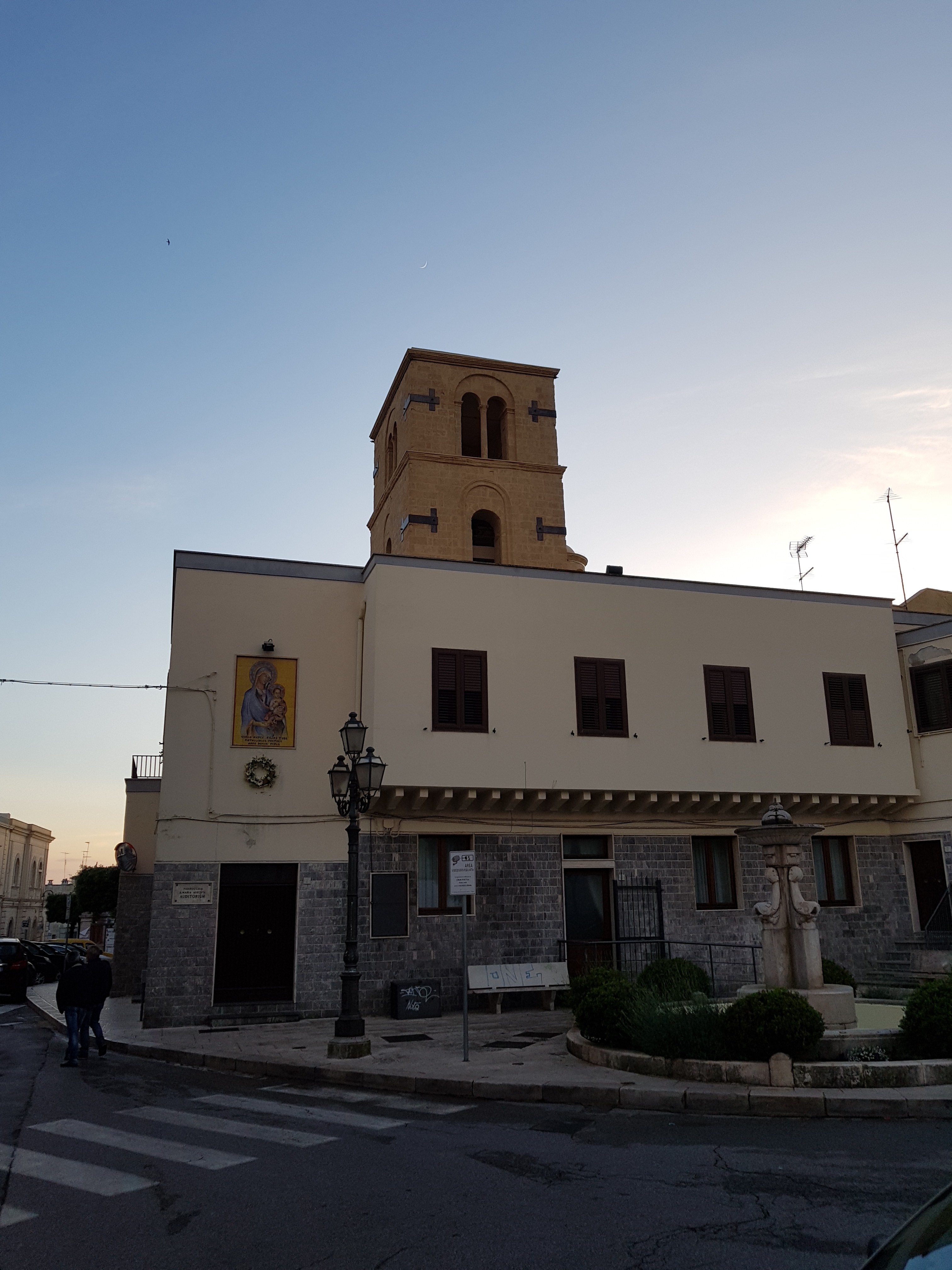
Campanile monumentale
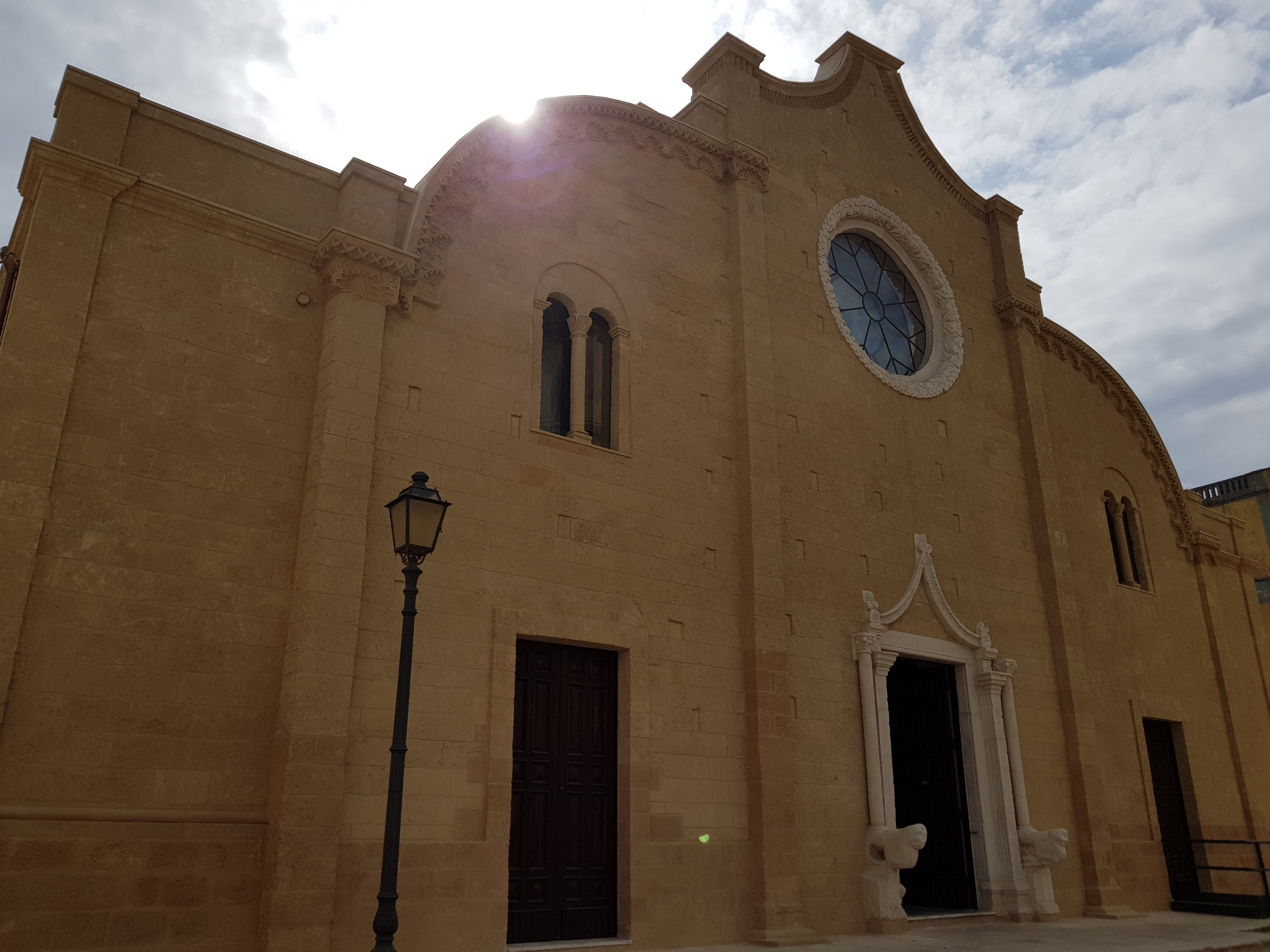
Facciata principale
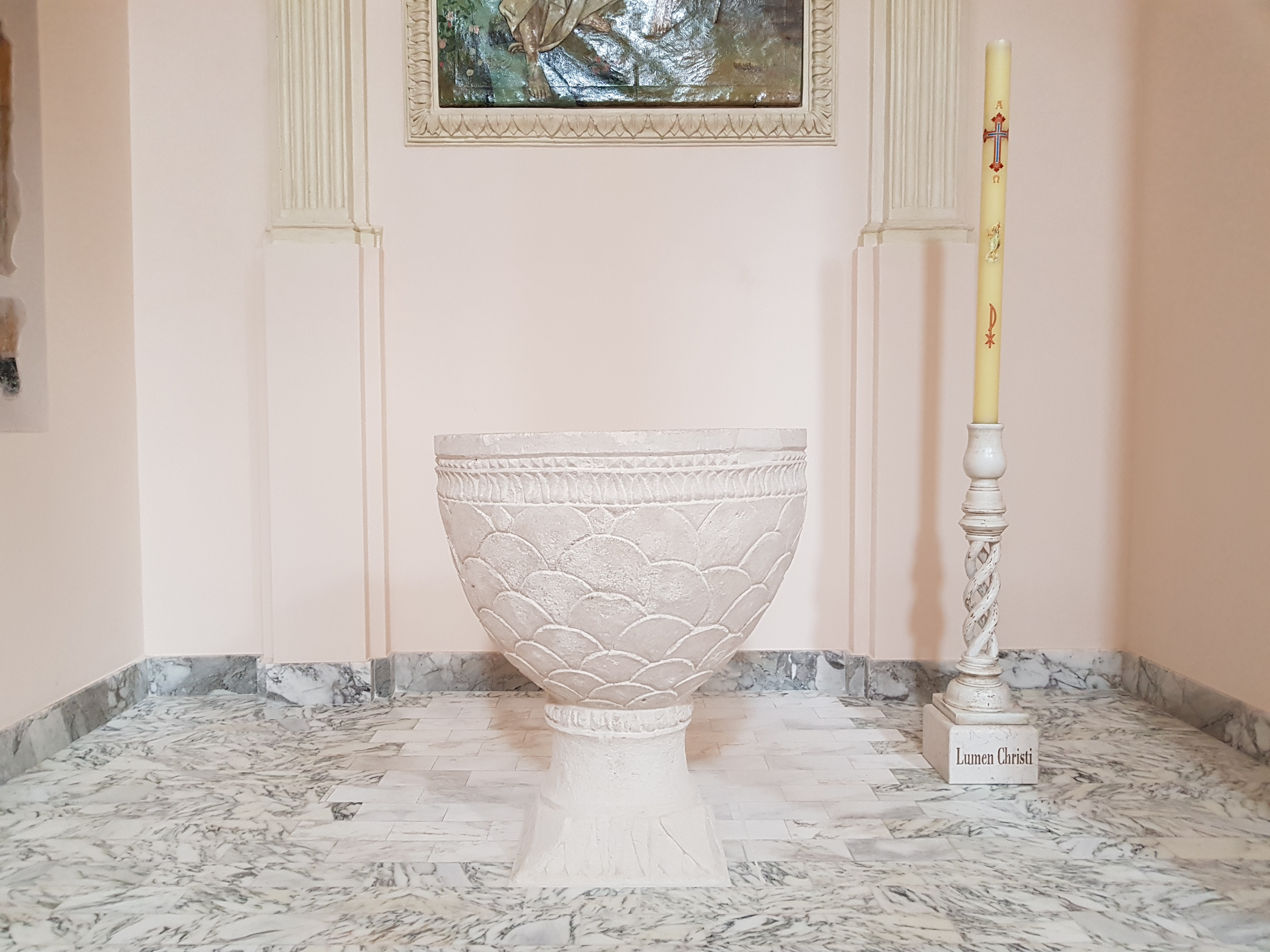
Fonte battesimale dell'XI secolo
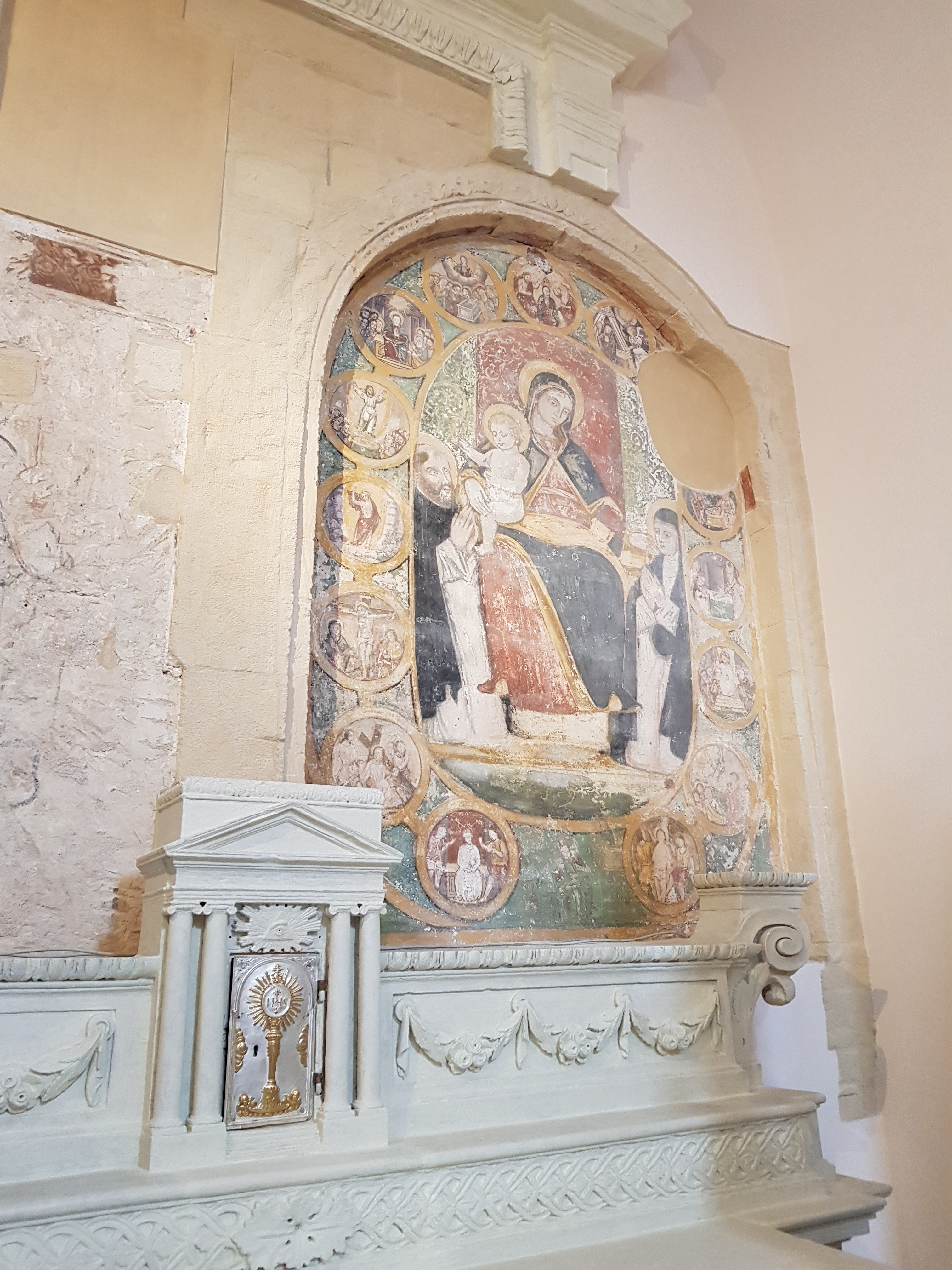
Affresco della Madonna del Rosario rinvenuto durante i lavori di restauro
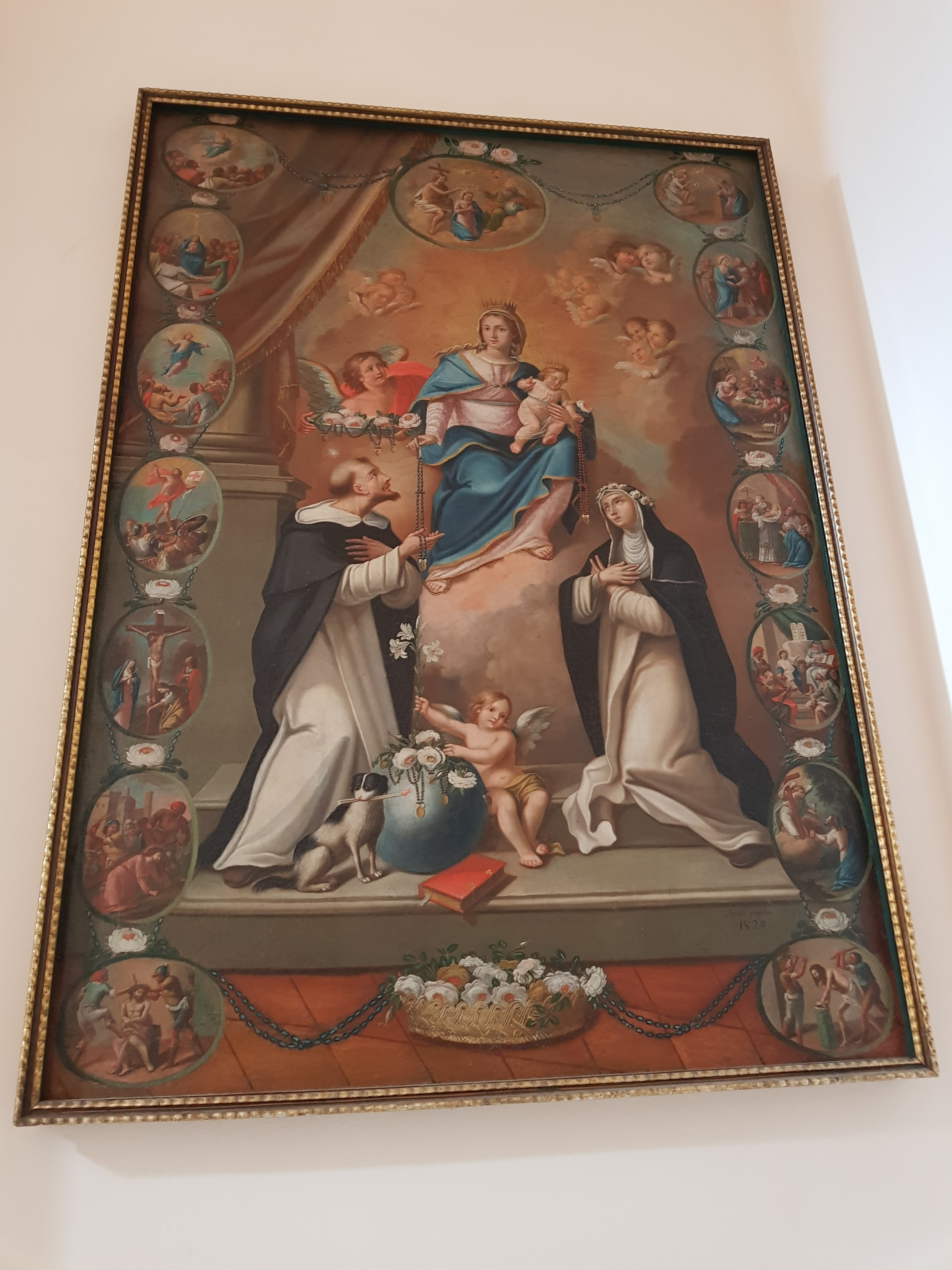
Quadro della Vergine del Rosario, di Samuele Tatulli, 1824
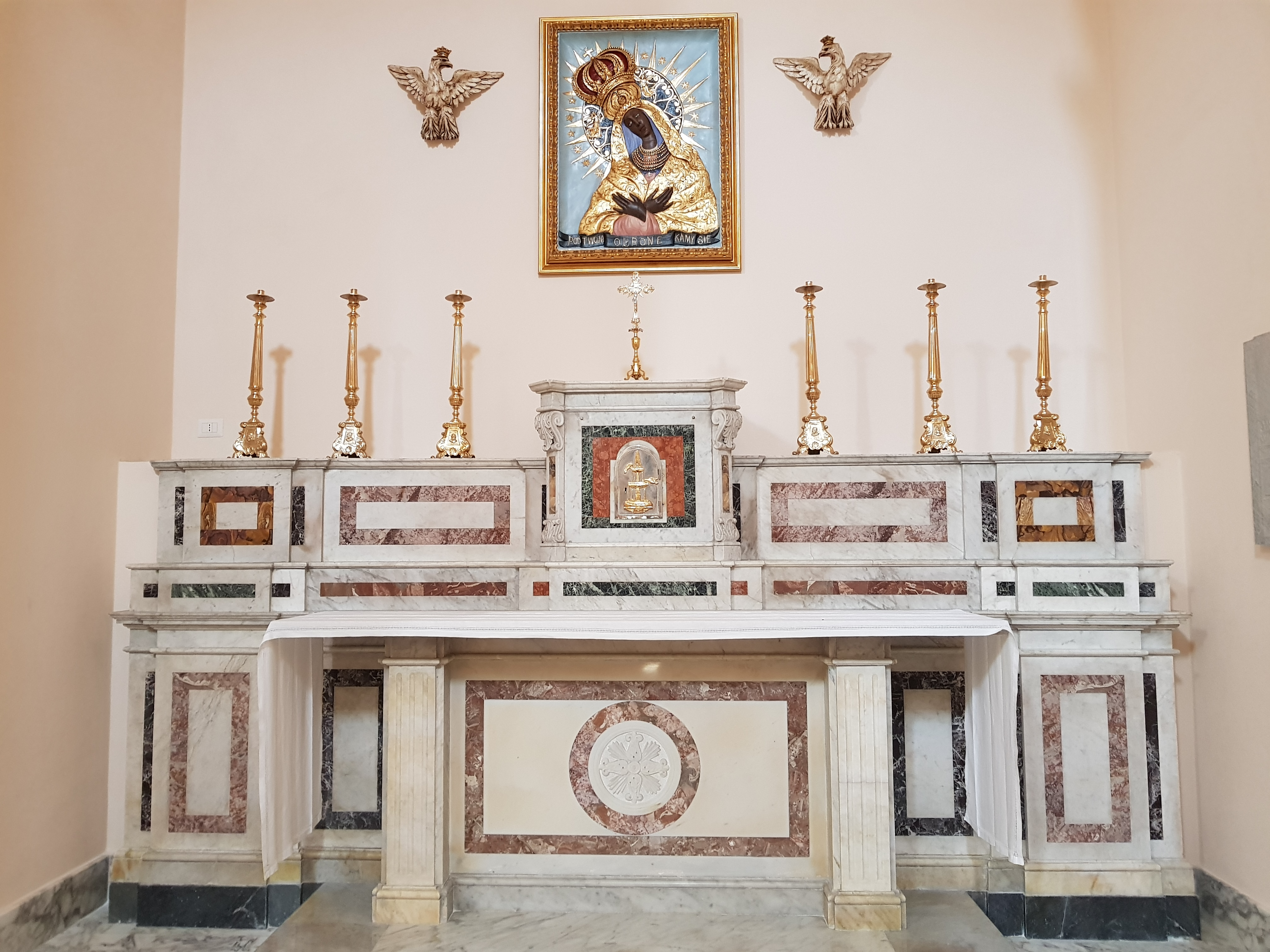
Altare della Madonna Ostra Brama, 1945
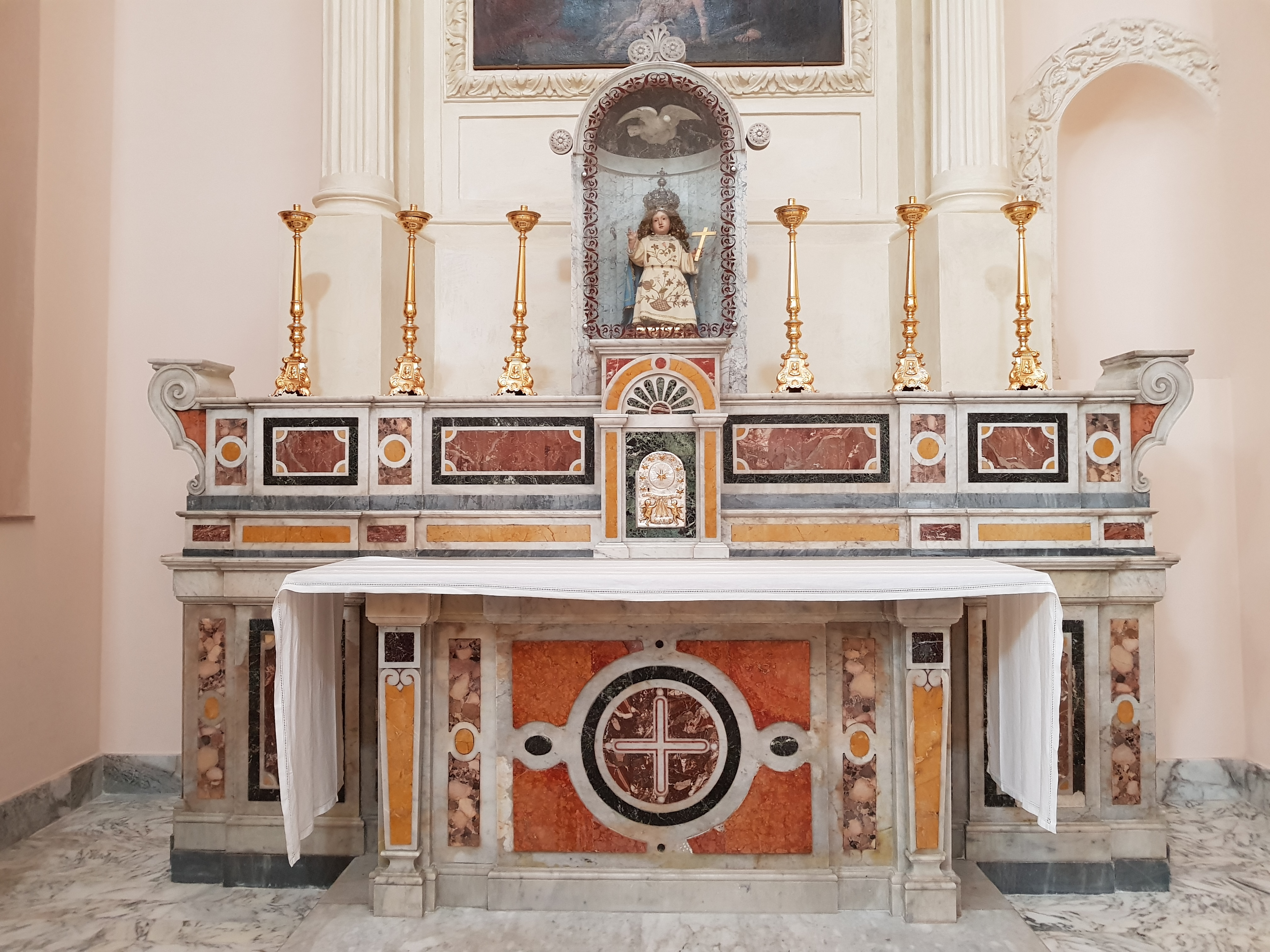
Altare di Gesù Bambino
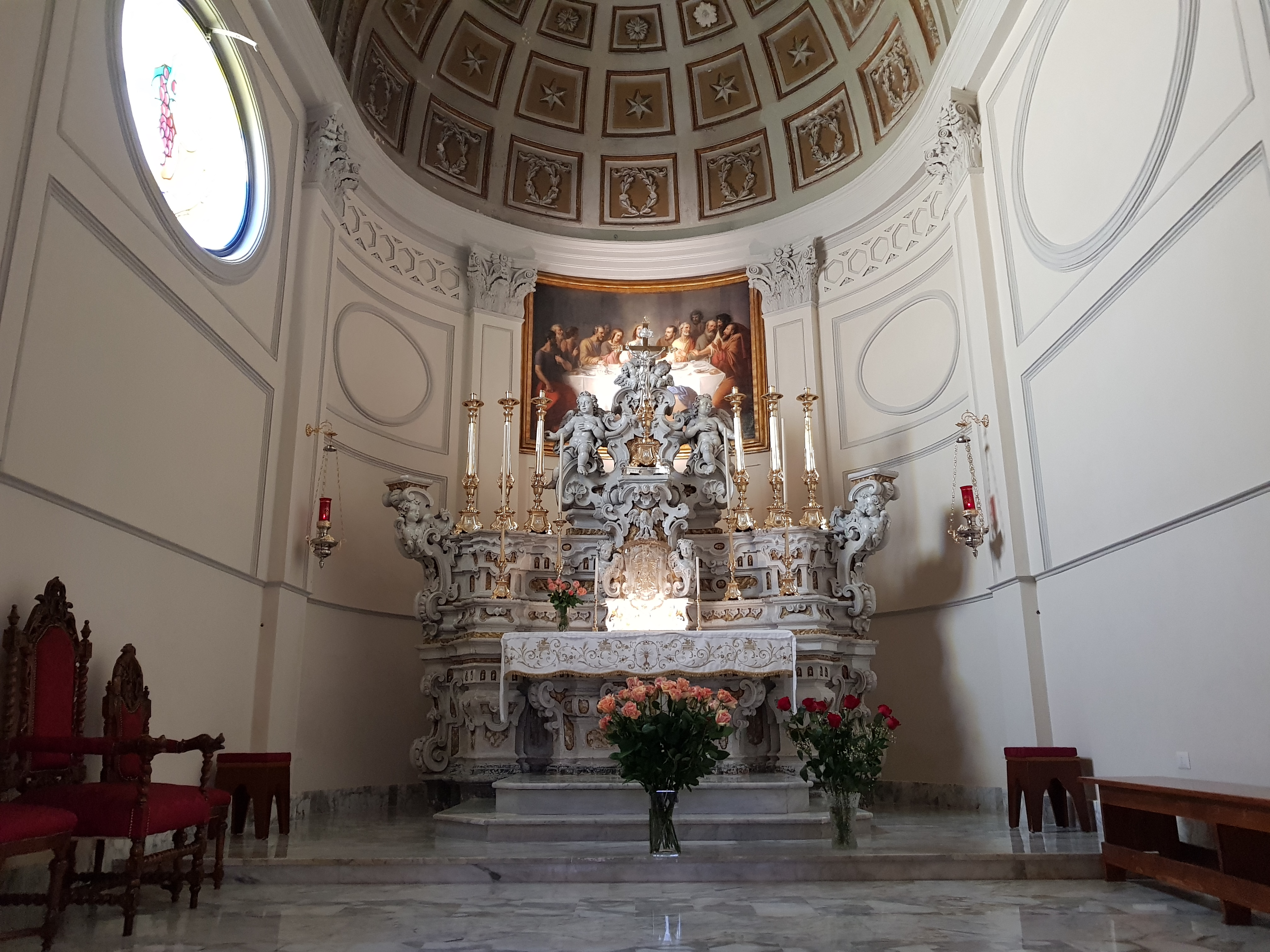
Cappella del Santissimo Sacramento con quadro dell'Ultima Cena
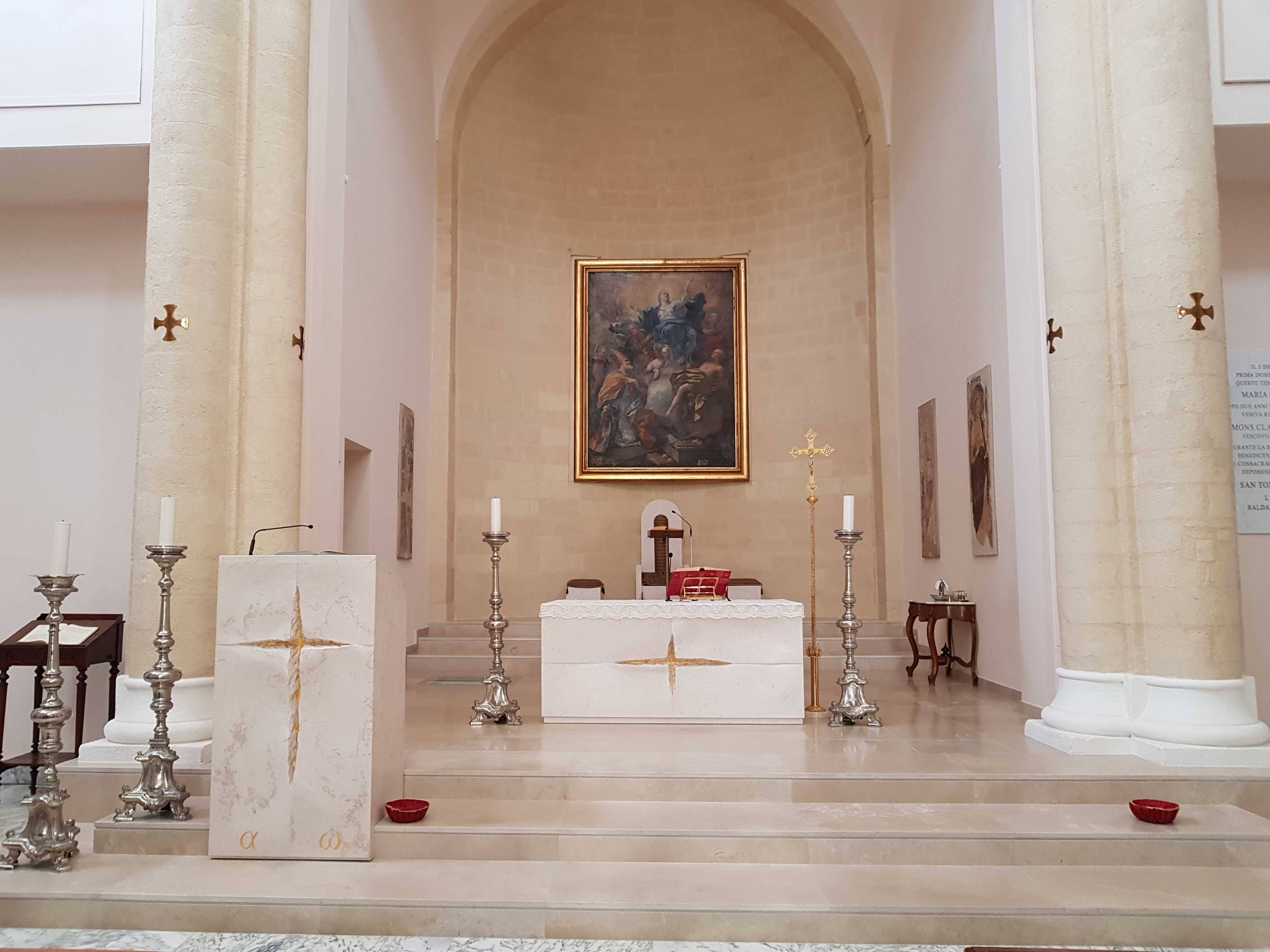
Presbiterio con tela dell'Assunta con san Tommaso Becket di Nicola Malinconico
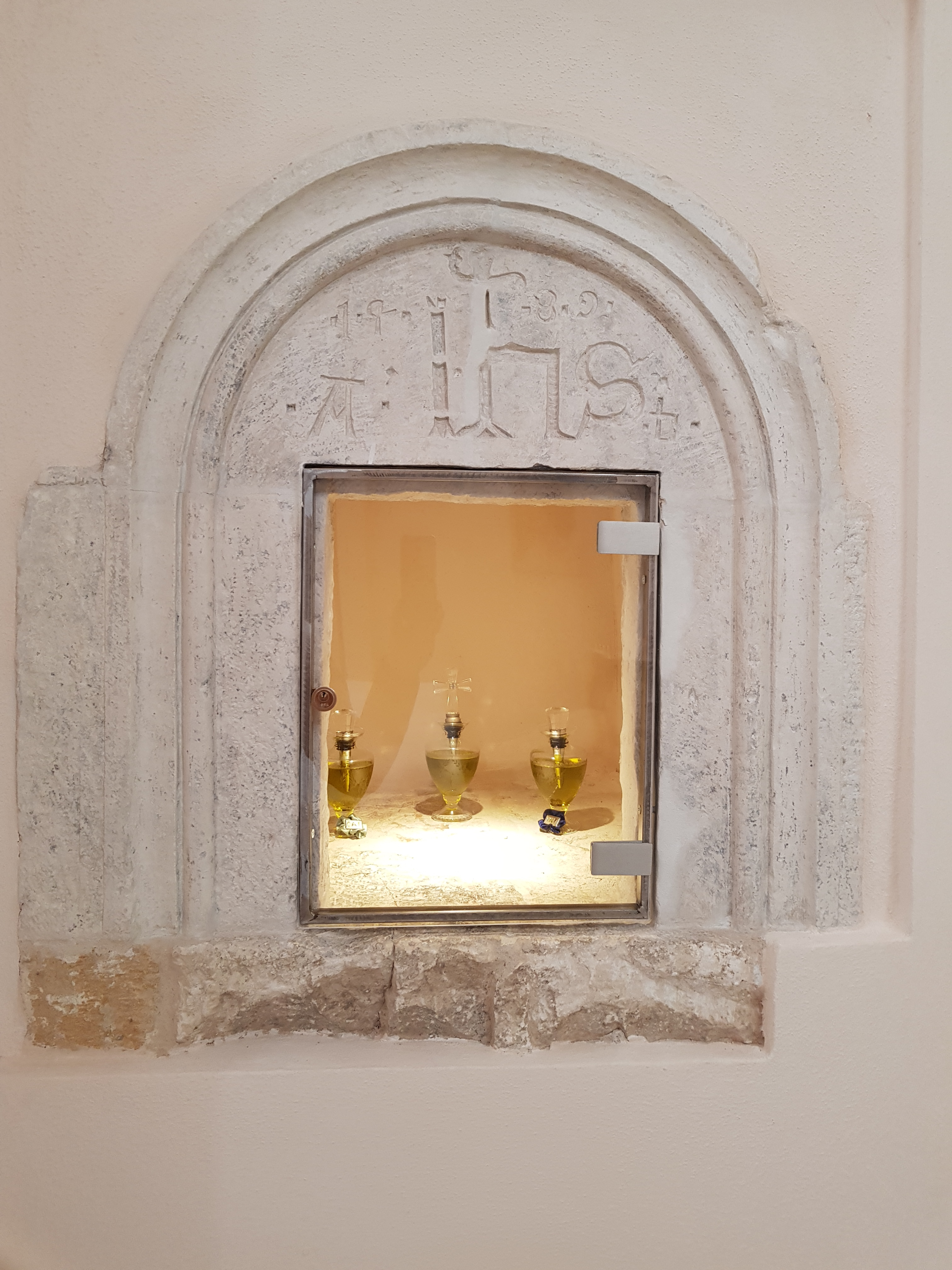
Tabernacolo del 1489, rinvenuto durante i lavori di restauro del 2015
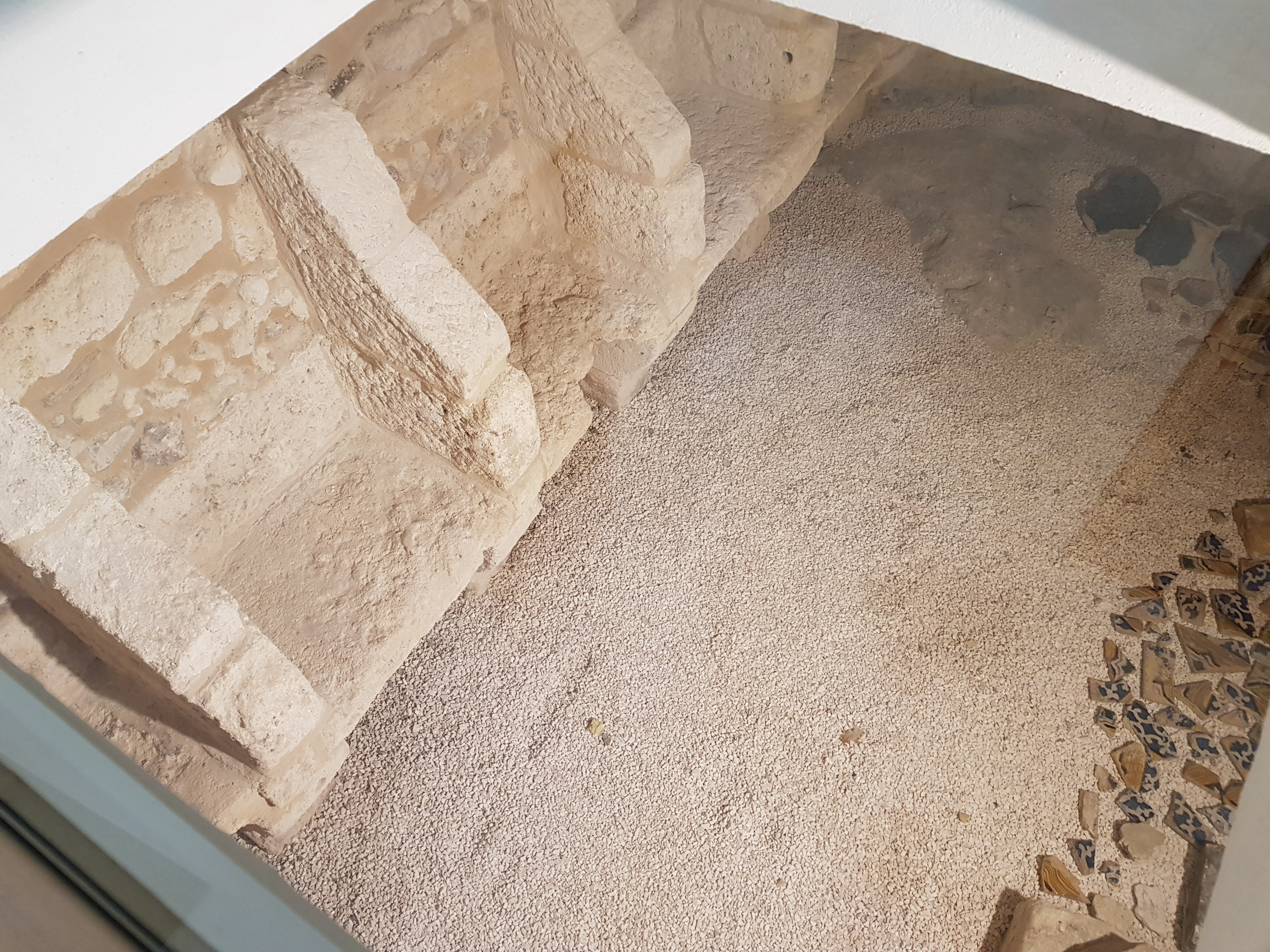
Tombe a sedile sotto il presbiterio, rinvenute per il restauro del 2015
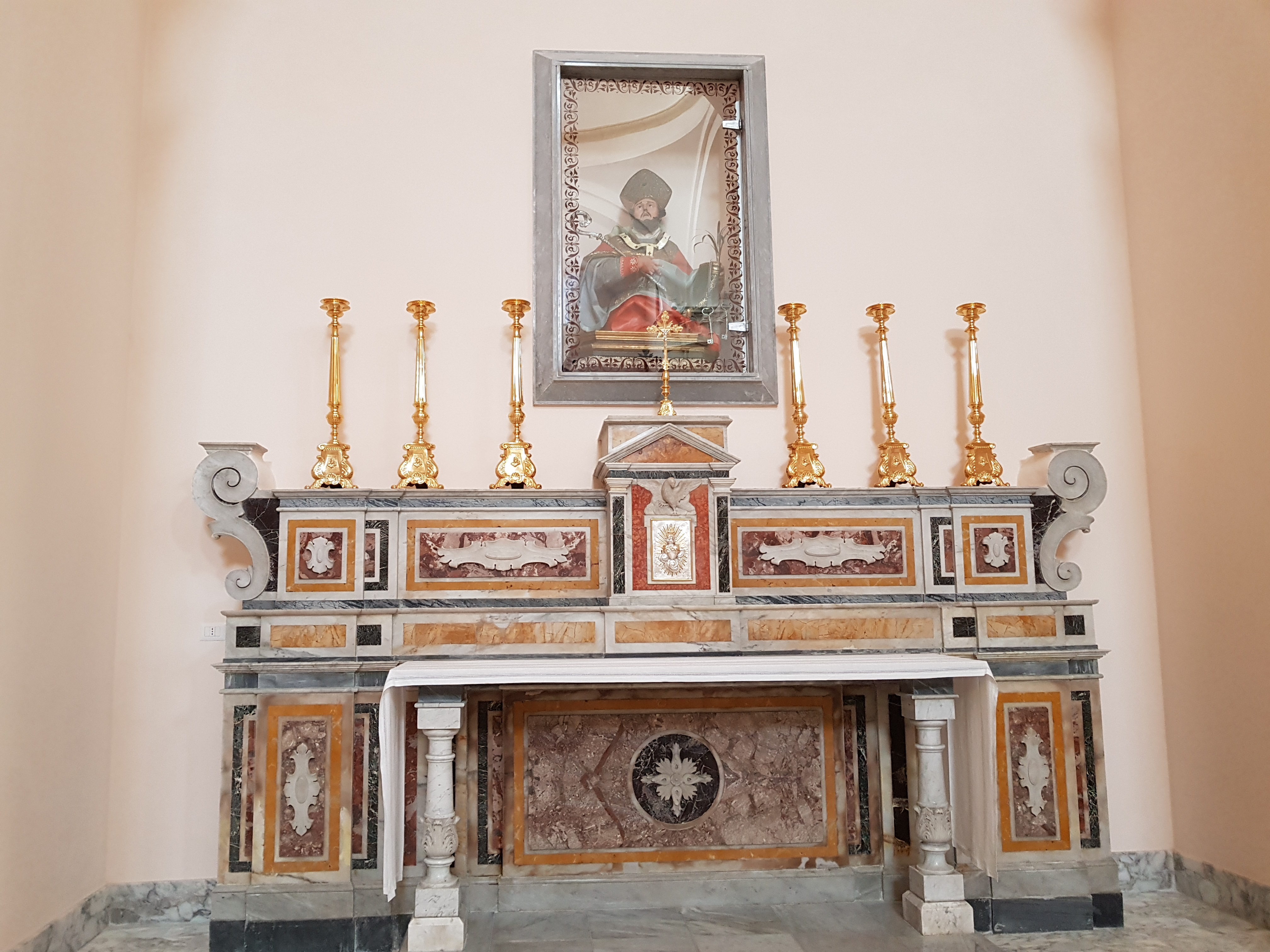
Altare di san Tommaso Becket, patrono di Mottola
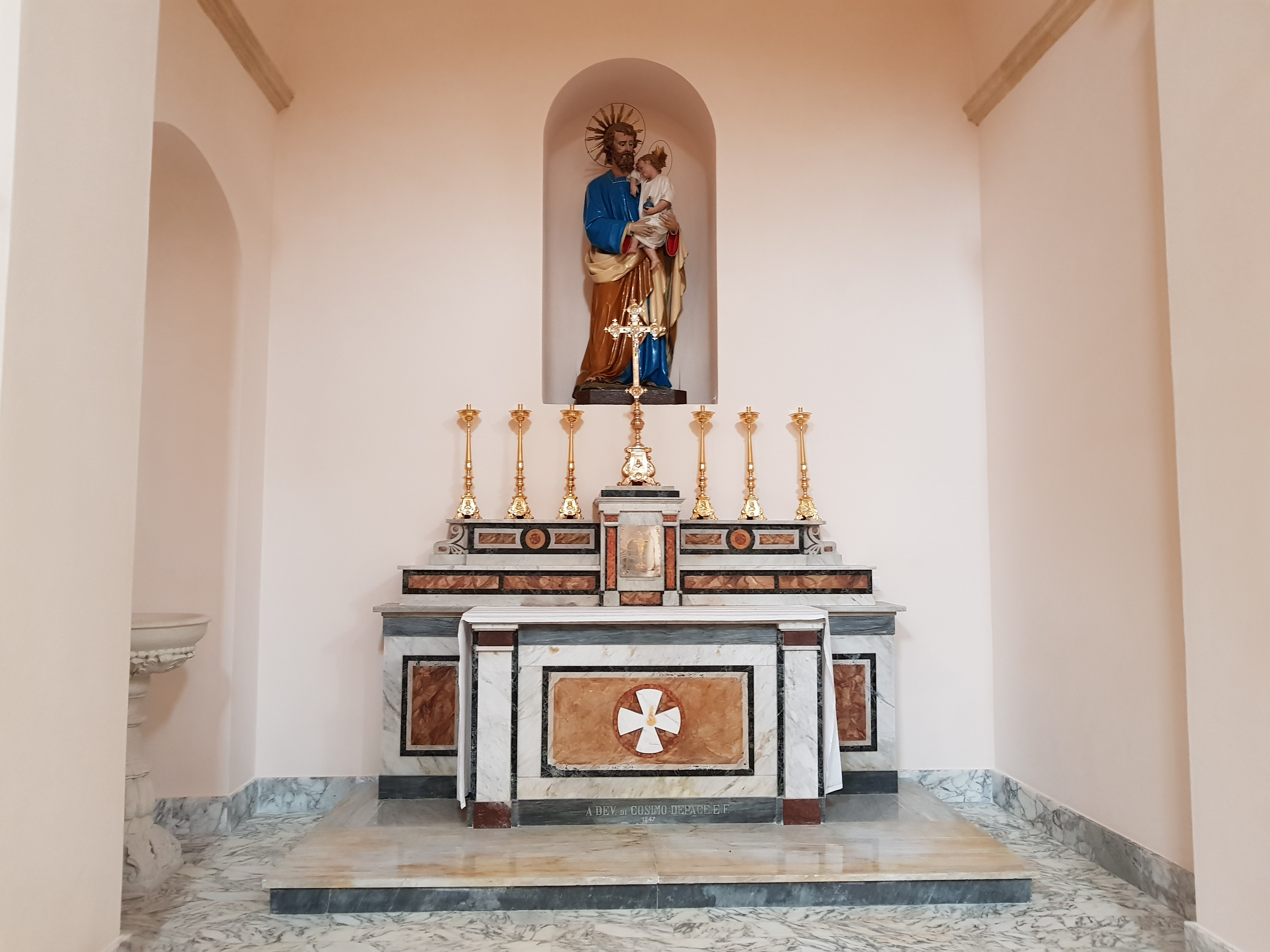
Altare di san Giuseppe
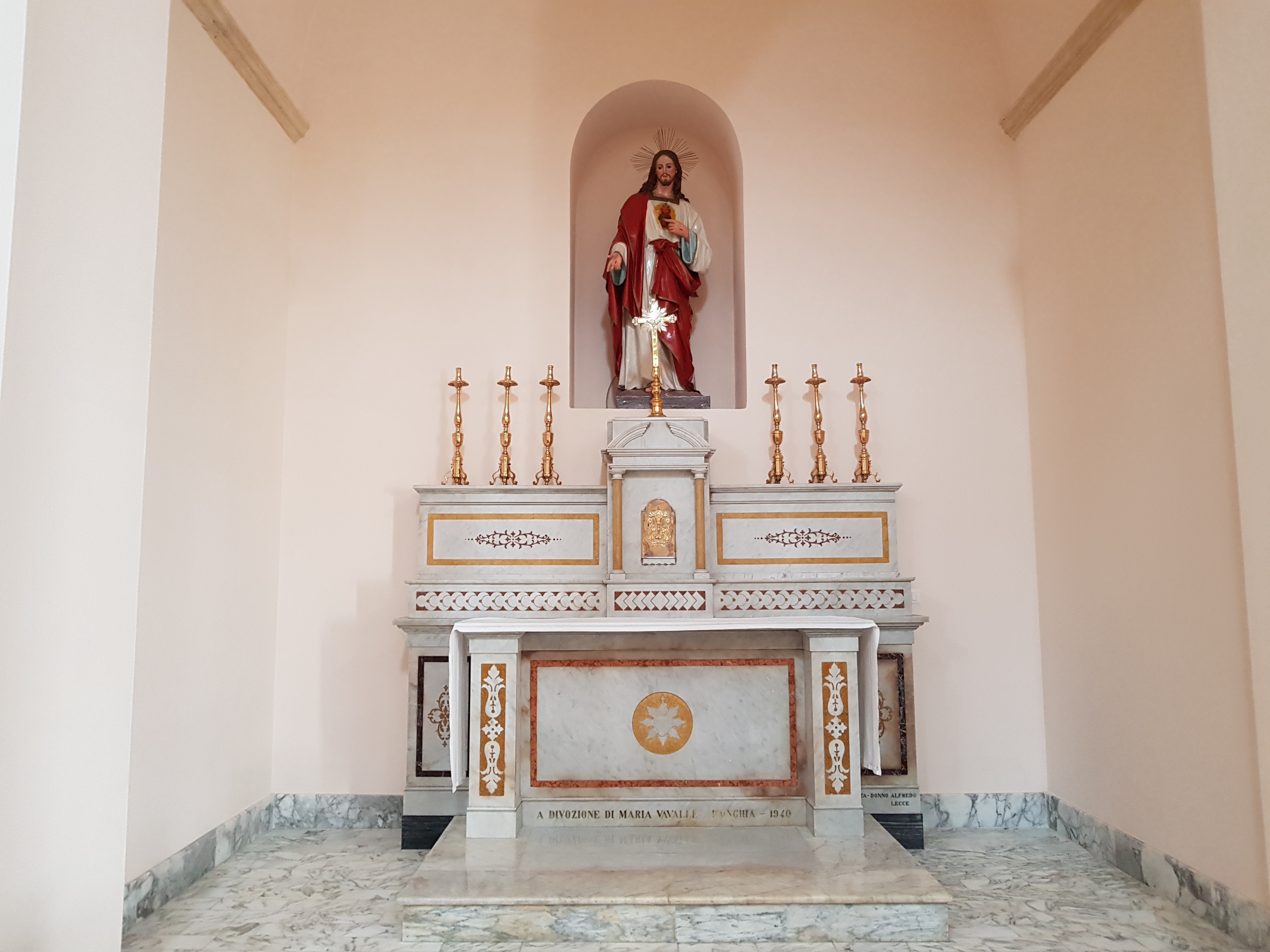
Altare del Sacro Cuore
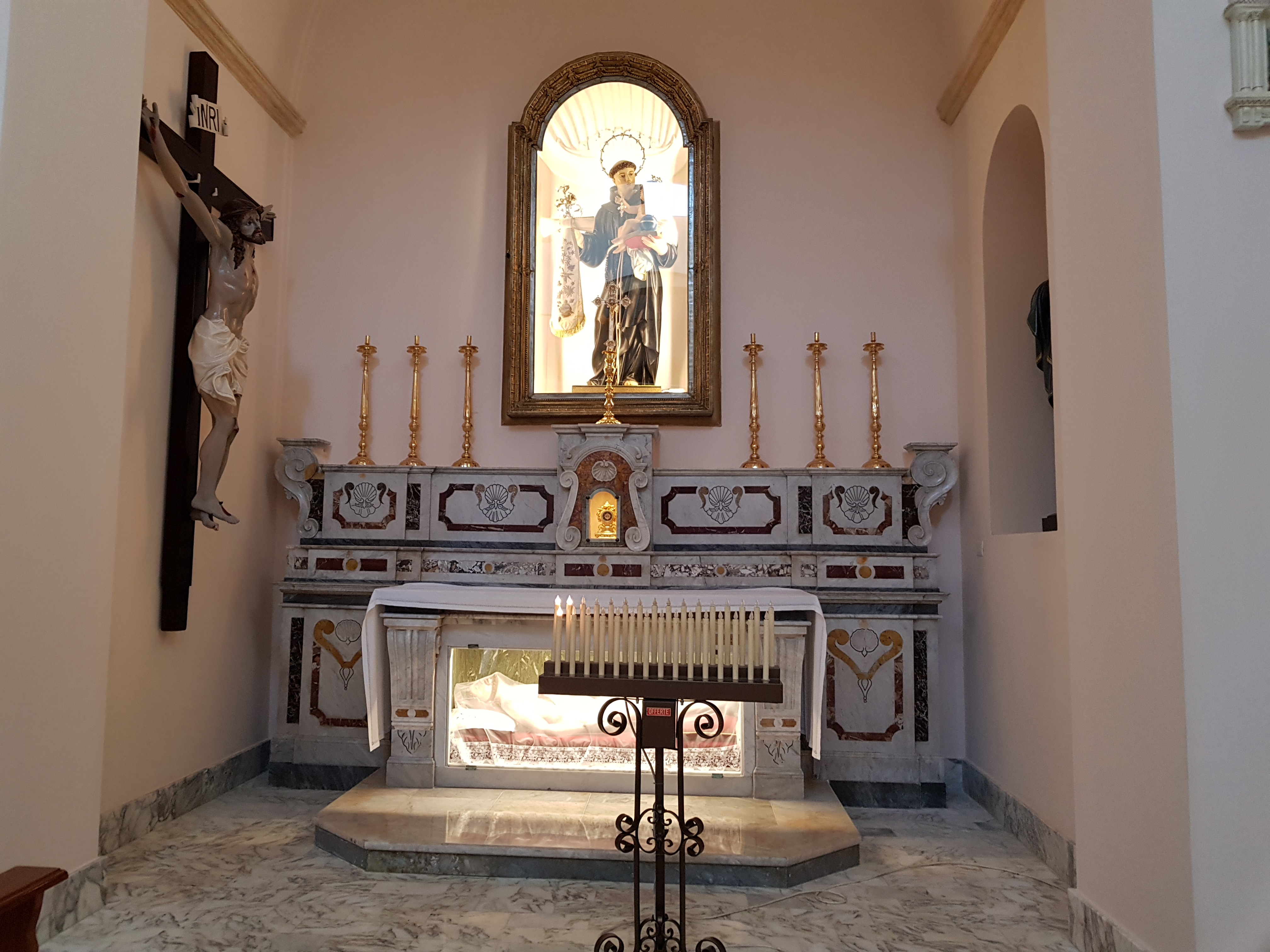
Altare di sant'Antonio con teca di Gesù Morto